# Emlyn Hughes
Emlyn Walter Hughes (OBE) (28. august 1947 – 9. november 2004) var en engelsk fodboldspiller, der spillede som forsvarsspiller. Han var på klubplan primært tilknyttet Liverpool F.C., som han som anfører førte til adskillige store triumfer op gennem 70'erne. Han vandt med klubben blandt andet fire engelske mesterskaber og to Europa Cup for Mesterhold-titler.
Hughes blev desuden noteret for 62 kampe og én scoring for Englands landshold. Han repræsenterede sit land ved VM i 1970 og EM i 1980. I 23 tilfælde var han englændernes anfører.
Under et toårigt ophold hos Rotherham United fra 1981 til 1983 var han desuden spillende manager. Det var det eneste trænerjob han nåede at besidde.
Hughes døde af kræft i hjernen i 2004, i en alder af kun 57 år. 

## Titler
Engelsk 1. division
- 1973, 1976, 1977 og 1979 med Liverpool F.C.

FA Cup
- 1974 med Liverpool F.C.

Football League Cup
- 1980 med Wolverhampton Wanderers

Charity Shield
- 1974, 1976 og 1977 med Liverpool F.C.

Mesterholdenes Europa Cup
- 1977 og 1978 med Liverpool F.C.

UEFA Cup
- 1973 og 1976 med Liverpool F.C.

UEFA Super Cup
- 1976 med Liverpool F.C.